# Hrvoje Henjak
Hrvoje Henjak, né le 27 septembre 1978, à Split, en république fédérative socialiste de Yougoslavie, est un ancien joueur de basket-ball croate. Il évolue durant sa carrière au poste de pivot.

## Palmarès
- Coupe de Croatie 1997